# Forn de Can Molins
El Forn de Can Molins és una obra de Sant Feliu de Buixalleu (Selva) inclosa a l'Inventari del Patrimoni Arquitectònic de Catalunya.

## Descripció
Antic forn de terrissa (s'hi coïen teules i rajols), en desús, situat al costat de Can Molins, dins el terme de Gaserans.
El forn està construït aprofitant el pendent del terreny al qual està adossat. Es conserven les dues boques del forn, amb les obertures en arc escarser, amb maons disposats en sardinell. La cambra de cocció es pot apreciar perfectament, tot i que s'hauria de procurar pel seu manteniment, doncs hi ha brossa.